# Сабрина Латреш
Сабрина Латреш (фр. Sabrina Latreche; 30. јул 1993) алжирска је шахисткиња, женски интернационални мајстор (2012). 

## Биографија
Победила је 2008. године на омладинском првенству арапских земаља у шаху у групи девојчица до 16 година. На јуниорском шаховском првенству арапских земаља 2011. године, у групи девојака до 20 година, поделила је прво место и за овај успех добила титулу женског интернационалног мајстора. Двапут је освојила женско првенство арапских земаља у шаху (2014, 2016). У 2015. години била је трећа на женском афричком првенству у шаху (које је освојила Мона Халед). Исте године (2015) заједно са Амином Мезиуд дели прво место на зонском шаховском турниру за жене у Африци и тиме стиче право да чествује на Светском шаховском првенству за жене.
У 2017. години, у Техерану, је дебитовала на Светском првенству за жене, где је у првом колу изгубила од Александре Костењук.
Представљала је Алжир на шест шаховских олимпијада (2006-2016). У женском екипном турниру у шаху, на Афричким играма је учествовала три пута (2007-2011). На екипном такмичењу освојила је златну (2007) и сребруе (2011) медаљу. На појединачном такмичењу освојила је златну (2011) медаљу. На женском екипном турниру у шаху на Панарапским играма 2011. учествовала је у екипној конкуренцији и освојила златну медаљу. 